# Франклініт
Франклініт (англ. franklinite) — мінерал, оксид цинку та заліза координаційної будови із ряду магнетиту, групи шпінелі (феришпінелі). Цинкова руда. Рідкісний.

## Етиологія та історія
Названий за місцевістю Франклін, а також на честь Бенджаміна Франкліна (США), P.Berthier, 1819.
Франклініт вперше був виявлений у кількох шахтах навколо міста Франклін у американському штаті Нью-Джерсі. Перший опис було зроблено в 1819 році П'єром Бертьє (1782—1861), який назвав мінерал на честь його типової місцевості Франклін і на честь його тезки Бенджаміна Франкліна.
Місце зберігання матеріалу типу франклініту не задокументовано.
Оскільки франклініт був уже відомий і визнаний як окремий вид мінералу задовго до заснування Міжнародної мінералогічної асоціації (IMA), це було прийнято її Комісією з нових мінералів, номенклатури та класифікації (CNMNC) і описує франклініт як так званий «дідус». (G) мінерал. Коротка назва (також символ мінералу) франклініту, яка також була визнана IMA/CNMNC з 2021 року, — «Frk».

## Загальний опис
Хімічна формула:
- 1. За Є. К. Лазаренком та К.Фреєм: ZnFe2O4. Zn частково заміщується на Mn2+, а Fe3+ на Mn3+.
- 2. За «Fleischer's Glossary» (2022): (Zn, Mn, Fe) (Fe, Mn)2O4. Склад у % (з родов. Стерлінг-Гілл, шт. Нью-Джерсі, США): ZnO — 16,28; Fe2O3 — 67,38; MnO — 16,38. Домішки: MnO, Mn2О3.

Сингонія кубічна. Круглі октаедричні кристали, масивні або зернисті аґреґати. Двійники за шпінелевим законом. Спайність недосконала. Густина 5,0-5,3. Твердість 6,0-6,5. Колір чорний з металічним блиском. Риса червонувато-бура. Злом раковистий. Слабкомагнітний. Непрозорий. За фізичними характеристиками близький до магнетиту.

## Різновиди
Розрізняють:
- франклініт залізистий (різновид франклініту, який містить 15,65 % FeO);
- франклініт марнґанистий (різновид франклініту, який містить до 15 % MnO).

## Розповсюдження
Зустрічається: у пластах і жилах, утворених високотемпературним метаморфізмом Fe, Zn, Mn, морських карбонатних відкладах, в скарнах. Як другорядний мінерал у деяких родовищах марганцю та заліза.
Асоціація: цинкіт, вілеміт, кальцит, андрадит, манганозит, родохрозит, ганіт, магнетит, родоніт, гаусманіт, гетероліт, якобсит, брауніт, саркініт, берцеліїт, гематит.

## Знахідки та родовища
Головні знахідки: на родовищі Франклін-Фернессі-Стерлінг-Гілл (шт. Нью-Джерсі, США), на Уралі (РФ).
Знайдено також у Лонгбані — гірничому районі у Вермланді у Швеції. Зустрічається в Граничній, Чехія. У Центральному Казахстані  – Атасуський залізорудний район. На мармуровому кар’єрі «Перевал», поблизу Слюдянки (о.Байкал), Саяни, Сибір. У штаті Андгра-Прадеш, Індія. Поблизу Мукінбудіна, Західна Австралія.